# Rhinocladius tonnoiri
Rhinocladius tonnoiri är en tvåvingeart som beskrevs av Freeman 1961. Rhinocladius tonnoiri ingår i släktet Rhinocladius och familjen fjädermyggor. Inga underarter finns listade i Catalogue of Life.